# Авала (телеканал)
Авала — сербская телекомпания и одноимённый телеканал, который осуществлял вещание на территории Сербии с 2006 по 2012 годы.

## История
ООО «Авала» было открыто в 2006 году, экспериментальное вещание началось в апреле 2006 года. Официальное вещание началось в 20:00 17 сентября 2006. Телеканал «Авала» на своей частоте вещания заменил закрытый третий канал РТС, который прекратил вещание ещё 5 мая 2006 в полночь. Штаб-квартира телеканала располагалась в белградском квартале Савски-Венац, откуда велось круглосуточное вещание.
За шесть лет вещания ООО «Авала» оказалось в крупной долговой яме: общий размер долговых обязательств составлял 30 миллионов евро, а в течение многих месяцев работники не получали зарплату. Совладелец телеканала Желько Митрович вынужден был принять решение о продаже телекомпании. Апогеем кризиса стала забастовка телеработников 22 декабря 2011, продолжавшаяся шесть месяцев.
4 декабря 2012 телеканал прекратил своё вещание, а Республиканское радиовещательное агентство изъяло у него лицензию на вещание. Свободную частоту занял телеканал Пинк 2: Желько Митрович также является совладельцем телерадиокомпании «Пинк».

## Сетка вещания
Изначально «Авала» специализировалась на широком спектре информации, выпуская культурно-развлекательные программы, некоммерческие фильмы и телесериалы, а также документальные фильмы. Телеканал был известен тем, что транслировал испанские и французские телесериалы, а также многочисленные латиноамериканские теленовеллы. В марте 2010 года телеканал сменил концепцию и стал фактически бизнес-каналом, выпуская информационные программы об экономике. Из спортивного составляющего канал транслировал футбольные матчи чемпионата Италии и Кубка Либертадорес.
Одним из первых иностранных телесериалов, который транслировался по каналу, стал «Звёздный путь: Энтерпрайз»: сербские треккеры открыли форум на сайте телеканала ещё до официального запуска телесериала, готовясь обсуждать и будущие премьеры из вселенной «Звёздного пути», однако телеканал больше не показывал какие-либо сериалы на эту тематику.

## Финансовое положение
На основании фонда исследований СМИ AGB Nielsen Media Research, в 2007 году телеканал «Авала» на телерынке занимал 6-е место, имея аудиторию в 2,2 миллиона телезрителей ежедневно (учитывались те, кто потратил хотя бы одну минуту на просмотр телеканала) и долю в 3,6% на телерынке. Первые места в том рейтинге заняли телеканалы РТС 1, РТВ Пинк, Б92, РТС 2 и «Фокс». Согласно ежегодному финансовому отчёту Сербского агентства по финансовым регистрациям, в «Авале» трудились 172 человека, а чистые убытки составили более 600 миллионов сербских динаров (почти 7,5 миллионов евро). В 2008 году в компании насчитывалось уже 160 человек, а убытки составляли почти 500 миллионов динар (примерно 5,5 миллионов евро).